# Deeper Down in Chinatown
Deeper Down in Chinatown är Niclas Frisks debutalbum som soloartist. Albumet utgavs den 13 april 2011.

## Låtlista
1. A Pipe Dream – 2:07
2. Wondertime – 5:02
3. Cannibals in Love – 4:18
4. Catch 22 – 4:38
5. Zombified – 5:37
6. Smile (No. 2) – 4:57
7. Looney Moon – 4:11
8. I Am the Idiot – 4:41
9. Deeper Down in Chinatown – 4:39
10. Callboy – 3:58
11. Time Bomb – 3:26
12. I Forget About Myself – 4:39
13. I Want to Get It All Back – 4:45

## Musiker
- Niclas Frisk – gitarr, sång
- Alexander Schmidt – klaviatur
- Johannes Borgström – elbas
- Henrik Berglund – trummor
- Titiyo – sång
- Linn Tabudlong – sång
- Yingying Herrdahl – pipa
- Björn Kvarnmalm - Bongos